# سیاه و سفید (فیلم ۲۰۰۲)
سیاه و سفید (انگلیسی: Black and White) فیلمی است که در سال ۲۰۰۲ منتشر شد. از بازیگران آن می‌توان به رابرت کارلایل، چارلز دنس، کری فاکس و بن مندلسون اشاره کرد.